# Отношения ДР Конго и США
Отношения Демократической Республики Конго и США — двусторонние дипломатические отношения между Демократической Республикой Конго (ДР Конго) и США. Государства являются членами Организации Объединённых Наций.

## История

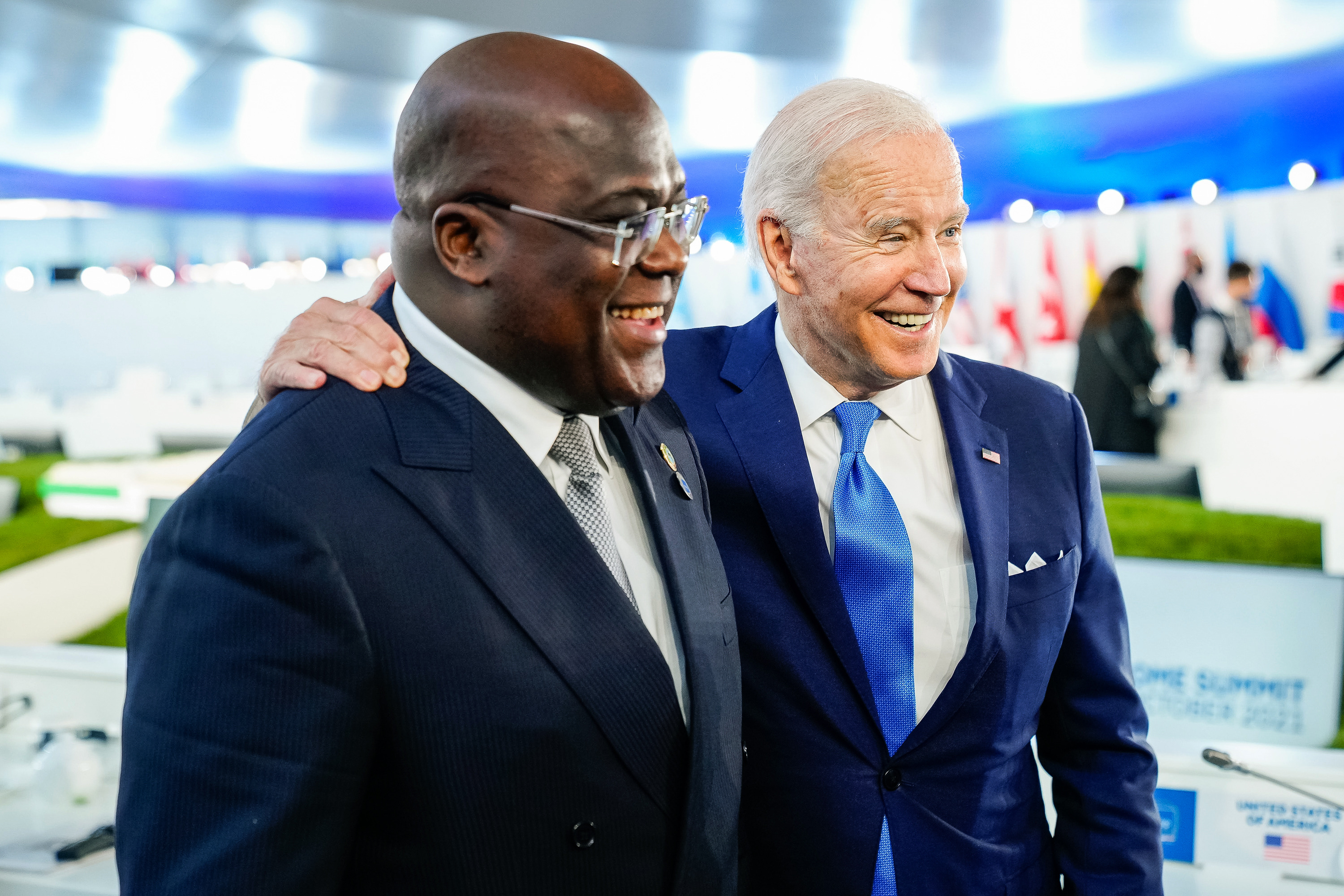
Президент ДР Конго Феликс Чисекеди и президент США Джо Байден на саммите G-20 в Риме в 2021 году.

Доминирующее положение в Центральной Африке делает стабильность в ДР Конго важным элементом общей стабильности в регионе. В декабре 2006 года в ДР Конго пришёл к власти первый демократически избранный президент за более чем 40 лет, что стало кульминацией усилий конголезского народа по избранию своих лидеров посредством мирного демократического процесса. Соединённые Штаты Америки сыграли свою роль в мирном процессе в ДР Конго.
Ранее ДР Конго была известна под названием Заир, у неё были прочные союзные отношения с Соединёнными Штатами. Отчасти это произошло потому, что лидер Заира Мобуту Сесе Секо считался ярым антикоммунистом, а правительство Соединённых Штатов рассматривало Заир как буферное государство для предотвращения распространения марксизма в Африке. Мобуту Сесе Секо дружил с большинством президентов США во время своего президентства, а также смог получить большую иностранную помощь от США и других стран Запада. Заир также оказался на той же стороне с США и ЮАР, сражаясь с кубинскими добровольцами и поддерживаемыми Советским Союзом революционерами во время гражданской войны в Анголе. Однако, после распада Советского Союза в 1991 году отношения значительно ослабли, и поскольку социализм представлял меньшую угрозу интересам Запада в Африке, правительство Соединённых Штатов не видело необходимости поддерживать далее режим Мобуту Сесе Секо, который обвинялся в нарушении прав человека. В конечном итоге это привело к краху режима в Заире, поскольку Мобуту Сесе Секо не был готов к Первой конголезской войне. Вскоре после смены режима Заир стал известен как Демократическая Республика Конго.
Соединённые Штаты остаются партнёром ДР Конго и других центральноафриканских стран в их стремлении к стабильности и росту экономики и способствовали подписанию трёхстороннего соглашения о региональной безопасности в районе Великих озёр между ДР Конго, Руандой и Угандой в октябре 2004 года. Бурунди официально присоединилась к Трёхсторонней комиссии в сентябре 2005 года. Соединённые Штаты также поддержали усилия ООН по созданию Совместного механизма проверки для наблюдения за границей между ДР Конго и Руандой. С самого начала кризиса в ДР Конго Соединённые Штаты проводят активную дипломатическую стратегию в поддержку этих целей. В долгосрочной перспективе Соединённые Штаты стремятся укрепить процесс внутреннего примирения и демократизации во всех государствах региона, чтобы продвигать стабильные, развивающиеся и демократические страны, с которыми они могут работать для решения интересов безопасности на континенте и развития взаимовыгодных экономических отношений.
Соединённые Штаты назначили посла в ДР Конго в 2018 году. ДР Конго назначила своего посла в США в 2000 году. ДР Конго находится в рекомендательном туристическом списке Государственного департамента с 1977 года.

## Дипломатические представительства
- ДР Конго имеет посольство в Вашингтоне[1].
- США содержит посольство в Киншасе[2].